# Nataliya Gudziy
Nataliya Gudziy, en japonés ナターシャ・グジー, en ucraniano Наталія Гудзій (Dnipropetrovsk, Ucrania, 4 de febrero de 1980) es una cantante e intérprete de bandura ucraniana, que vive y desarrolla su carrera artística en Japón desde el año 2000. Canta en ucraniano, ruso y japonés.

## Trayectoria artística
Nacida en Dnipropetrovsk, cuando tenía cuatro años, su familia mudó al pueblo de Pripyat, cerca de la central nuclear de Chernóbil. Tras el accidente de la central nuclear de Chernóbil el 26 de abril de 1986, fue evacuada de la región y se trasladó a la ciudad de Kiev. 
Desde los ocho años estudió en la escuela de música y se especializó en la bandura. En 1996 formó parte del grupo de música popular Chervona Kalyna, integrado por los niños afectados por el accidente nuclear. En 1998 viajó a Japón para un concierto, lugar donde posteriormente se estableció en el año 2000, aprendió el idioma y realiza su carrera.
En 2008 versionó en vivo en la televisión japonesa «Itsumo nando demo (Siempre conmigo)», el tema de cierre de la película de animación El viaje de Chihiro de Hayao Miyazaki. Su aparición se dio en el marco del aniversario del bombardeo atómico sobre Hiroshima. Gudziy emitió un mensaje antinuclear en el concierto y comunicó su experiencia con el accidente de Chernóbil de su infancia.
En abril de 2016 interpretó «El cant dels ocells» del violoncelista catalán Pau Casals y actuó en concierto en el Monasterio de Montserrat, en el Auditorio de Barcelona y en el Auditori Pau Casals de El Vendrell. También participó en un proyecto de música renga en honor a Casals junto a músicos japoneses como Yoshida Brothers, Akira Inoue y Aska Kaneko.

## Discografía
- ナターシャ チェルノブイリの歌姫 - Nataliya, la diva de Chernóbil (2000)
- セルツェ-心- серце - Corazón(2002)
- Merry Christmas (2004)
- ナタリア - Nataliya (2005)
- こころに咲く花 - Florece en la flor de la mente (2006)
- ふるさと ~伝えたい想い~ Procedencia (2006)
- Healing (2009)
- Nataliya 2  (2009)
- 旅歌人(コブザーリ)/ナタリア3 - Nataliya 3 - Poeta viaje (Kobuzari) (2014)
- 命はいつも生きようとしてる - La vida siempre intenta vivir (2017)

Fuente: